# Universal Wrestling Federation (Herb Abrams)
La Universal Wrestling Federation è stata una federazione statunitense di wrestling attiva dal 1990 al 1996 di cui il presidente e fondatore era il promoter Herb Abrams. Veniva trasmessa ogni settimana dal canale SportsChannel America e in seguito da Prime Ticket ed ESPN2.
Un episodio della seconda stagione di Dark Side of the Ring è stato dedicato alla travagliata storia della compagnia.

## Storia
Herb Abrams fondò la Universal Wrestling Federation nel 1990 con l'intenzione di sfidare la World Wrestling Federation di Vince McMahon a livello nazionale. Egli annunciò la nascita della federazione alla convention Wrestling Fans Fantasy Weekend di John Arezzi nell'agosto 1990. Nonostante non avesse esperienza nel wrestling business, Abrams ricevette un finanziamento di 1 milione di dollari dal canale televisivo SportsChannel America per sviluppare uno show settimanale di wrestling, che si concretizzò in UWF Fury Hour. La prima puntata dello show venne registrata presso il Reseda Country Club alla fine del 1990 e vide la partecipazione di nomi consolidati come Billy Jack Haynes, Bob Orton Jr., Brian Blair, Cactus Jack, Colonel DeBeers, Dan Spivey, David Sammartino, Don Muraco, Ivan Koloff, Ken Patera, Paul Orndorff e "Dr. Death" Steve Williams. I maggiori talenti "di casa" della UWF erano "Wild Thing" Steve Ray e "Cutie Pie" Louie Spicolli. Bruno Sammartino e Capt. Lou Albano furono assunti come commentatori.

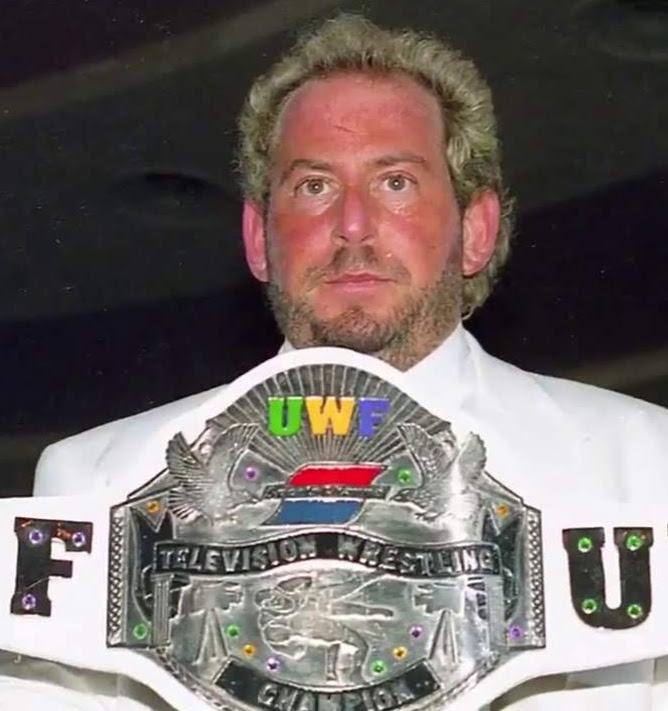
Herb Abrams mostra la cintura del titolo UWF SportsChannel Television Championship al New York Penta nel maggio 1991

Nel gennaio 1991 la compagnia registrò una puntata del programma a New York al New York Penta che ebbe conseguenze legali. La World Wrestling Federation inviò una diffida alla UWF perché Honky Tonk Man e Rick Rude erano apparsi nel corso della trasmissione. Entrambi i wrestler avevano da poco lasciato la WWF ma erano ancora sotto contratto con la compagnia. Honky Tonk Man avrebbe successivamente spiegato che il compenso pattuito per la sua partecipazione al programma non fu mai interamente pagato, costringendolo a protestare ufficialmente con la New York State Athletic Commission.
A metà 1991, Abrams assunse Howard Brody, il proprietario della Ladies Major League Wrestling, per aiutarlo ad espandere i confini della UWF in Florida. Dopo vari house show e registrazioni televisive presso gli Universal Studios Florida, Brody fu incaricato di trovare una location per il primo pay per view della federazione, Beach Brawl, in programma per il giugno 1991. Egli suggerì l'Odeum Expo Center di Chicago. Abrams scelse invece il Manatee Civic Center di Palmetto. Il pay per view fu un disastro economico e di critica. Dopo Beach Brawl, Abrams tenne un'ultima registrazione in Florida prima di abbandonare ogni velleità di espandersi nel territorio. Strinse un accordo con Brody per utilizzare registrazioni di match della Ladies Major League Wrestling per riempire il vuoto creativo venutosi a creare nel contratto stipulato con la SportsChannel America, e poi i due divisero le proprie strade alla fine del 1991.
Abrams organizzò solamente altri tre show dopo la fine del contratto con SportsChannel America: una registrazione televisiva allo Spartanburg Memorial Auditorium nel giugno 1992 che andò in onda sul canale Prime Ticket come Thunder Hour; un'altra registrazione al North Dakota State Fair nel luglio 1993, mai trasmessa; e Blackjack Brawl alla MGM Grand Garden Arena di Las Vegas, nel settembre 1994. Quest'ultimo show andò in diretta su SportsChannel America, ma fu nuovamente un completo fallimento. Nel dicembre 1994 Abrams se ne andò a New York per prendersi cura della madre malata, e il wrestler Al Burke fu messo a capo della federazione.
Nel 1996 un ulteriore evento intitolato St. Valentine's Day Massacre era stato programmato per essere trasmesso in diretta dal Grand Olympic Auditorium sul canale Prime Sports Network, ma fu cancellato. Zoogz Rift lavorò nella compagnia durante questo periodo in qualità di vicepresidente esecutivo e dichiarò a posteriori che la dipendenza di Abrams dalla cocaina aveva prosciugato a tal punto i fondi della federazione da non rendere possibile la produzione di eventi del genere. Herb Abrams morì nel luglio 1996 a causa di un infarto dovuto all'abuso di cocaina mentre si trovava a New York. Morto il suo fondatore, la compagnia chiuse i battenti poco tempo dopo.
Al Burke rivendicò la proprietà degli archivi audiovisivi della UWF dopo la morte di Abrams. Nel 2002 Burke si associò con Todd Okerlund di Classic Wrestling per trasmettere i vecchi programmi UWF su DirecTV ed ESPN Classic Canada.

## Programmi

### Fury Hour
Fury Hour era lo show settimanale della compagnia che andò in onda il lunedì sera su SportsChannel America dal 1990 al 1991. Veniva registrato in varie località incluse Reseda Country Club, New York Penta, Universal Studios Florida e War Memorial Auditorium. Rinominato Thunder Hour, nel 1992 il programma passò per breve tempo sul canale Prime Ticket, e gli episodi venivano registrati dallo Spartanburg Memorial Auditorium.

### Beach Brawl
Beach Brawl fu l'unico evento in pay-per-view della compagnia e si svolse il 7 giugno 1991 al Manatee Civic Center di Palmetto (Florida). Il main event della serata fu il match tra "Dr. Death" Steve Williams e Bam Bam Bigelow, finale del torneo per l'assegnazione del primo titolo UWF SportsChannel Television Championship. Williams sconfisse Bigelow laureandosi primo campione. Lo show fu un grosso insuccesso di pubblico con bassi indici d'ascolto e soli 500 spettatori circa nell'arena.

### Blackjack Brawl
Il 23 settembre 1994, la compagnia mandò in onda uno speciale televisivo intitolato Blackjack Brawl su SportsChannel America, che fu l'ultimo tentativo della UWF di procurarsi un accordo per i diritti televisivi con un network nazionale così da poter sopravvivere nell'industria del wrestling professionistico. L'evento si svolse al MGM Grand Garden Arena di Las Vegas, Nevada. Come il suo predecessore Beach Brawl, lo show ebbe scarso riscontro e pessime recensioni. Il main event fu Steve Williams vs. Sid Vicious per il titolo UWF World Heavyweight Championship.

### St. Valentine's Day Massacre(cancellato)
St. Valentine's Day Massacre era uno speciale televisivo che sarebbe dovuto andare in onda il 10 febbraio 1996 su Prime Sports Network, ma fu cancellato prima della messa in onda. L'evento doveva tenersi al Grand Olympic Auditorium di Los Angeles, California e il main event in programma doveva essere il rematch tra Steve Williams e Sid Vicious per il titolo UWF World Heavyweight Championship in uno Steel cage match.

## Titoli
- UWF Americas Championship (1994)
- UWF Intercontinental Heavyweight Championship (1993)
- UWF Israeli Championship (1991)
- UWF Junior Heavyweight Championship (1994)
- UWF MGM Grand Championship (1994)
- UWF Midget World Championship (1994)
- UWF North American Championship (1991)
- UWF Southern States Championship (1992, 1994)
- UWF SportsChannel Television Championship (1991/1992, 1994)
- UWF Women's World Championship (1991, 1994)
- UWF World Heavyweight Championship (1994)
- UWF World Tag Team Championship (1994)

## Riconoscimenti
- Wrestling Observer Newsletter
  - 1990 - Worst Television Announcer (Herb Abrams)
  - 1991 - Worst Promotion of the Year (UWF)
  - 1991 - Worst Television Show (Fury Hour)
  - 1991 - Most Obnoxious (Herb Abrams)
  - 1994 - Worst Major Wrestling Show (Blackjack Brawl)